# Беверинский край
Бе́веринский край (латыш. Beverīnas novads) — бывшая административно-территориальная единица на севере Латвии, в области Видземе. Край состоял из трёх волостей, центром края являлось село Мурмуйжа.
Граничил с Буртниекским, Стренчским, Смилтенским, Приекульским, Коценским краями и городом Валмиерой.
Население на 1 января 2010 года составляло 3553 человека. Площадь края — 301,8 км².
Край был образован 1 июля 2009 года из части упразднённого Валмиерского района.
В 2021 году в результате новой административно-территориальной реформы Беверинский край был упразднён.

## Национальный состав
Национальный состав населения края по итогам переписи населения Латвии 2011 года был распределён таким образом:
| Национальность | Численность, чел. (2011) | %        |
| -------------- | ------------------------ | -------- |
| Латыши         | 2899                     | 88,93 %  |
| Русские        | 216                      | 6,63 %   |
| Белорусы       | 72                       | 2,21 %   |
| Украинцы       | 11                       | 0,34 %   |
| Поляки         | 21                       | 0,64 %   |
| Литовцы        | 20                       | 0,61 %   |
| Другие         | 21                       | 0,64 %   |
| всего          | 3260                     | 100,00 % |

## Территориальное деление
- Бренгульская волость (латыш. Brenguļu pagasts; центр — Бренгули)
- Каугурская волость (латыш. Kauguru pagasts; центр — Мурмуйжа)
- Трикатская волость (латыш. Trikātas pagasts; центр — Триката)